# Kiss Lajos (nyelvész)
Kiss Lajos (Debrecen, 1922. június 2. – Budapest, 2003. február 16.) nyelvész, a Magyar Tudományos Akadémia levelező (1998), majd rendes (2001) tagja. A 20. századi magyar nyelvtudomány kiemelkedő alakja, akinek a magyar és a szláv nyelvek lexikológiai és etimológiai vizsgálata mellett a lexikográfia és a névtan terén végzett munkássága különösen jelentős. 1951-től Fehértói Katalin (1925–2006) nyelvtörténész második férje.

## Életútja
Debreceni értelmiségi családban született, apja városi állatorvos volt. A debreceni piaristák Szent József Reálgimnáziumának elvégzése után 1941-től 1943-ig a Ludovika Akadémián tanult. A második világháborúban tüzér hadnagyként szolgált, majd szovjet fogságba esett, ahonnan 1948-ban tért haza. A Debreceni Tudományegyetem német–orosz szakán 1952-ben szerzett diplomát. 1951 és 1954 között az egyetem orosz tanszékének tanársegéde volt, majd 1957-ig az Eötvös Loránd Tudományegyetem szlavisztikai tanszékén aspiránsként dolgozott, Kniezsa István és Hadrovics László irányításával. 1957-ben az MTA Nyelvtudományi Intézetének tudományos segédmunkatársa, majd munkatársa lett. 1986–1996 között a lexikográfiai és lexikológiai osztály vezetőjeként, 1998-as nyugdíjba vonulása után kutatóprofesszori minőségben dolgozott az intézetben. Ezzel párhuzamosan, 1966-tól címzetes egyetemi docensként, 1985-től haláláig címzetes egyetemi tanárként tartott előadásokat az Eötvös Loránd Tudományegyetem szlavisztikai intézetében.

## Munkássága
Tudományos kutatásai a nyelvészet számos területére kiterjedtek. Pályája elején főként a ruszin, az orosz és a lengyel nyelv vizsgálata vonzotta, pályája későbbi szakaszában szlavisztikai érdeklődése kiterjedt valamennyi szláv nyelvre. Elsősorban a hungarocentrikus szlavisztikát művelte a magyar nyelv szláv eredetű jövevényszavainak és a szláv mintára képzett tükörszavainak a vizsgálatával. 1960-ban megszerezte a nyelvtudományok kandidátusa, 1984-ben pedig az MTA doktora fokozatot.
Jelentős eredményeket ért el az etimológia, a lexikográfia és a névtan területén. Két ízben is részt vett az Orosz–magyar nagyszótár átdolgozásában és korszerűsítésében (1959, majd 1998). közreműködött A magyar nyelv értelmező szótára munkálataiban (1959–1962), majd A magyar nyelv történeti-etimológiai szótára szerkesztésében (1967–1970). 1986 után a Nyelvtudományi Intézetben az ő irányításával indultak meg és folytak egy évtizeden át az akadémiai nagyszótár szerkesztési munkálatai.
Legjelentősebb műve a négy kiadást megért Földrajzi nevek etimológiai szótára, amely a magyar helynévkutatás alapműve. Ebben a munkájában sorra vette több mint 13 ezer Kárpát-medencei település-, táj-, hegy- és vízrajzi név, valamint a közismertebb európai és távolabbi földrajzi nevek történetét, eredetét és magyar nyelvi adatolását. Kidolgozta a magyar etimológiai szótárak címszófelépítésének és a szótörténeti jelöléseknek az egységes rendszerét. Akadémiai székfoglalóinak témáját szintén a névtani vizsgálatok köréből választotta (Az új európai víznévkutatás, 1999; A hegyek és a hegységek nevei, 2001). Helynév-etimológiák százait tette közzé e mű lezárását követően is. Ehhez kapcsolódóan számos helynévtörténeti tanulmányt publikált, elsősorban az Árpád-kor helynévkincsére vonatkozóan, de jelentősek a magyar térkép- és térképészettörténetre vonatkozó közleményei is. Ugyancsak hozzá fűződik az első magyar szóképzési szótár összeállítása (kandidátusi disszertációja részeként).
Élete utolsó szakaszában nyelvészeti kritikával és a magyar nyelvtudomány történetével egyaránt foglalkozott. Utóbbi kapcsán megemlítendőek a magyar szlavisztika nagy alakjairól, Asbóth Oszkárról, Melich Jánosról, Kniezsa Istvánról és Hadrovics Lászlóról írott életrajzi könyvei, valamint a Nyelvtudományi Intézet történetének összefoglalása.
Pályája során az általa írt kötetek és közreműködésével szerkesztett szótárak mellett közel négyszáz tanulmánya, közleménye, ismertetése jelent meg, jobbára a Magyar Nyelv, Magyar Nyelvőr, Studia Slavica folyóiratokban, valamint külföldi nyelvészeti periodikákban.

### Társasági tagságai és elismerései
Tudományos eredményei elismeréseként 1998-tól a Magyar Tudományos Akadémia levelező, 2001-től pedig rendes tagja volt. Két ciklusban társelnöke volt az MTA nyelvtudományi bizottságának, részt vett a magyar nyelvi bizottság munkájában. Emellett 2000 és 2005 között a Magyar Nyelvtudományi Társaság alelnöki posztját is betöltötte.
Nyelvészeti munkásságáért 1978-ban és 1991-ben Akadémiai Díjat kapott, emellett 1994-ben elnyerte a Magyar Nyelvtudományi Társaság Pais Dezső-emlékérmét, 2002-ben pedig életművéért az MTA Munkácsi Bernát-díját vehette át.

## Emlékezete
Emlékére és tiszteletére alapították 2005-ben a Kiss Lajos-díjat, amelyet a Debreceni Egyetem magyar nyelvtudományi tanszéke olyan negyven év alatti nyelvészeknek ítél oda, akik a magyar névtörténeti kutatásokat jelentős eredményekkel gazdagították. Sírja a debreceni köztemetőben található.
Születésének 100. évfordulóján emléktáblát avattak a szülőháza helyén álló épületen (Debrecen, Péterfia u. 53.), emléktáblája található utolsó budapesti lakhelyén is (Budapest, XI. kerület, Kemenes u. 6.).

## Főbb művei
- Die erklärenden Wörterbücher der slawischen Sprachen. in: Studia Slavica IX. 1963. 75–122.
- A szláv nyelvek értelmező szótárai. In: Szótártani tanulmányok. Szerk. Országh László. Budapest, Tankönyvkiadó, 1966. 281–322.
- Hatvanhét szómagyarázat. Nyelvtudományi Értekezések 71. Budapest, Akadémiai Kiadó, 1970.
- Szláv tükörszók és tükörjelentések a magyarban. Nyelvtudományi Értekezések 92. Budapest, Akadémiai Kiadó, 1976.
- Földrajzi nevek etimológiai szótára. Budapest, Akadémiai Kiadó, 1978., 1980., 1983.
- Földrajzi nevek etimológiai szótára I–II. Negyedik, bővített és javított kiadás: Budapest, Akadémiai Kiadó, 1988.
- Kniezsa István. A múlt magyar tudósai. Budapest, Akadémiai Kiadó, 1994.
- Földrajzi neveink nyelvi fejlődése. Nyelvtudományi Értekezések 139. Budapest, Akadémiai Kiadó, 1995.
- Melich János. A múlt magyar tudósai. Budapest, Akadémiai, 1995.
- Asbóth Oszkár. A múlt magyar tudósai. Budapest, Akadémiai, 1996.
- Hadrovics László. A múlt magyar tudósai. Budapest, Akadémiai, 1999.
- Magyar írók a térképről. Budapest, Magyar Térképbarátok Társulata, 1999.
- Történeti vizsgálatok a földrajzi nevek körében. Piliscsaba, Pázmány Péter Katolikus Egyetem, 1999.
- Az új európai víznévkutatás Székfoglaló előadások a Magyar Tudományos Akadémián. Szerk. Glatz Ferenc. Budapest, MTA, 2000.
- A Nyelvtudományi Intézet fél évszázada (1949–1999). Budapest, MTA Nyelvtudományi Intézet, 2001.
- Szófejtés, szótárírás és nyelvtudomány-történet. Szerk. Gerstner Károly és Kiss Gábor. Budapest, Tinta Könyvkiadó, 2004.
- A hegyek és hegységek nevei. Székfoglalók a Magyar Tudományos Akadémián. Szerk. Vizi E. Szilveszter. Budapest, MTA, 2005.